# Tomo Sugawara
Tomo Sugawara (菅原 智 Sugawara Tomo?), född 3 juni 1976 i Hokkaido prefektur, är en japansk före detta fotbollsspelare.
Sugawara började sin karriär 1995 i Verdy Kawasaki (Tokyo Verdy). Med Verdy Kawasaki vann han japanska cupen 1996. 1999 flyttade han till Santos FC. Efter Santos FC spelade han för Vissel Kobe. Han spelade 114 ligamatcher för klubben. Han gick tillbaka till Tokyo Verdy 2006. Han avslutade karriären 2011.